# Костычев, Степан Фёдорович
Степа́н Фёдорович Ко́стычев (31 декабря 1915, Бессоновка, Пензенская губерния — 1943) — младший лейтенант Рабоче-крестьянской Красной Армии, участник Великой Отечественной войны, Герой Советского Союза (1944).

## Биография
Степан Костычев родился 31 декабря 1915 года в селе Бессоновка (ныне районный центр в Пензенской области). Окончил семь классов школы и школу фабрично-заводского ученичества. В 1936—1939 годах проходил службу в Рабоче-крестьянской Красной Армии. В 1941 году Костычев повторно был призван в армию. В том же году он окончил Могилёвское пехотное училище. С сентября 1941 года — на фронтах Великой Отечественной войны. К октябрю 1943 года младший лейтенант Степан Костычев командовал ротой мотострелкового батальона 108-й танковой бригады 9-го танкового корпуса 65-й армии Белорусского фронта. Отличился во время битвы за Днепр.
Рота Костычева одной из первых переправилась через Днепр к северу от посёлка Лоев Гомельской области Белорусской ССР и захватила плацдарм на его западном берегу. Во время боёв за расширение плацдарма рота успешно выбила противника из деревень Мохов, Труд, Городок и Исаковичи. В ночь с 20 на 21 октября 1943 года Костычев поднял своих бойцов в атаку на захваченный немецкими войсками мост. Во время боя за деревню Страдубка Лоевского района рота захватила 2 артиллерийских орудия и 3 пулемёта, нанеся противнику большие потери в живой силе. В том бою Костычев погиб. Похоронен в Страдубке.

## Награды
Указом Президиума Верховного Совета СССР «О присвоении звания Героя Советского Союза генералам, офицерскому, сержантскому и рядовому составу Красной Армии» от 15 января 1944 года за «образцовое выполнение боевых заданий командования на фронте борьбы с немецкими захватчиками и проявленными при этом отвагу и геройство» младший лейтенант Степан Костычев посмертно был удостоен высокого звания Героя Советского Союза.

## Увековечение памяти
- Бюст Степана Костычева установлен на аллее Героев в селе Бессоновка Бессоновского района Пензенской области.
- В честь Костычева названы улицы в Перми, Иркутске, Бессоновке, Пензе и Новосибирске.